# Karaby distrikt
Karaby distrikt är ett distrikt i Lidköpings kommun och Västra Götalands län. 
Distriktet ligger sydväst om Lidköping. 

## Tidigare administrativ tillhörighet
Distriktet inrättades 2016 och utgörs av en del av området som Lidköpings stad omfattade fram till 1971, delen som före 1969 utgjorde Karaby socken.
Området motsvarar den omfattning Karaby församling hade 1999/2000.